# Martín Vasquez de Arce
Martín Vasquez de Arce, OP (falecido a 13 de janeiro de 1609) foi um prelado católico romano que serviu como bispo de Porto Rico (1599–1609).

## Biografia
Martín Vasquez de Arce nasceu em Cuzco, na Espanha, e foi ordenado sacerdote na Ordem dos Pregadores. A 18 de agosto de 1599, foi nomeado pelo Rei da Espanha e confirmado pelo Papa Clemente VIII como Bispo de Porto Rico. Enquanto bispo, foi co-consagrador de Juan Ramírez de Arellano, Bispo de Santiago da Guatemala, Juan Pérez de Espinosa, Bispo de Santiago do Chile, e Mateo Burgos Moraleja, Bispo de Pamplona. Serviu como bispo de Porto Rico até à sua morte a 13 de janeiro de 1609.